# 圓山里 (新北市)
25°13′02″N 121°32′34″E / 25.2170856°N 121.5427093°E
圓山里位於台灣新北市，為面積65平方公里之三芝區的13里之一，為八連溪重要流域之一。
因為地處偏僻，遠離都市塵囂，且遍植杜鵑、楓香及櫻花，自1980年代起，多位台灣在地陶藝工作者於該村設置「山林藝術村」，並陸續於該地興建以台灣陶土創作者為根基的楓愛林山莊、芝博山莊等建物，自此，這裡形成藝術家聚落。另外，該藝術村會選擇該地，也因此遊客稀少，藝術工作者得以全力投入創作。2002年，多位藝術家於圓山裡成立的三芝文化基金會，將協助圓山里及其週遭建物改建為藝術展覽館及咖啡廳。
除此，地處高地且可遠眺海景的圓山村亦設置多處規模龐大的私立納骨塔。